# Telkom 3S
Telkom 3S ist ein kommerzieller Kommunikationssatellit der Telkom Indonesia. Der Satellit ist ein Ersatz für den Satelliten Telkom 3, der im August 2012 nach dem Start mit einer Proton-Rakete in einer unbrauchbaren Umlaufbahn strandete.
Er wurde am 14. Februar 2017 um 21:39 UTC mit einer Ariane 5 Trägerrakete vom Raketenstartplatz Centre Spatial Guyanais (zusammen mit SKY Brasil 1) in eine geostationäre Umlaufbahn gebracht. Knapp 40 Minuten nach dem Start setzte die ECA-Oberstufe der Ariane 5 zuerst SKY Brasil 1 und zwölf Minuten später Telkom 3S aus.
Der dreiachsenstabilisierte Satellit ist mit 24 C-Band, 8 extended C-Band und 10 Ku-Band Transpondern ausgerüstet und soll von der Position 118° Ost aus Indonesien und Südostasien mit Telekommunikationsdienstleistungen, Fernsehen und Internet versorgen. Er wurde auf Basis des Satellitenbus Spacebus 4000B2 der Thales Alenia Space gebaut und besitzt eine geplante Lebensdauer von mehr als 16 Jahren.